# Gentiana villosa
Gentiana villosa är en gentianaväxtart som beskrevs av Carl von Linné. Gentiana villosa ingår i släktet gentianor, och familjen gentianaväxter. Inga underarter finns listade i Catalogue of Life.